# Desafío Juvenil Global
Desafío Juvenil Global (en inglés: Global Teen Challenge) es una organización internacional cristiana humanitaria evangélica sin fines de lucro que ayuda a los jóvenes a salir de las adicciones de todo tipo. Su sede se encuentra en  Columbus, Estados Unidos y su director general es Dr. Jerry Nance, desde 2007.

## Historia
Desafío Juvenil fue fundada en 1960 por David Wilkerson, pastor en las Asambleas de Dios en New York, Estados Unidos. El primer programa residencial se estableció en diciembre de 1960, en una casa de Brooklyn. En 1995, Teen Challenge inició una expansión internacional. En 2022, Global Teen Challenge tendría más de 1.400 centros de alojamiento en 129 países de todo el mundo.

## Programas
La organización ofrece programas de rehabilitación de una duración general de 12 meses para ayudar a los jóvenes a salir de las adicciones de todo tipo (alcoholismo, drogas, crimen, prostitución, etc.). Los servicios disponibles en los centros suelen ser el siguiente:
- Alojamiento y comida
- Lecciones individuales y grupales
- Personal de vigilancia
- Las actividades en el servicio de los demás (trabajo agrícola, las tareas del hogar, etc.)
- Deportes (deportes, juegos, etc.)